# South African Open 1993
Il South African Open 1993 è stato un torneo di tennis giocato sul cemento. È stata la 15ª edizione del SA Tennis Open,che fa parte della categoria World Series nell'ambito dell'ATP Tour 1993. Si è giocato a Durban in Sudafrica dal 29 marzo al 5 aprile 1993.

## Campioni

### Singolare
Aaron Krickstein ha battuto in finale  Grant Stafford con il punteggio di 6–3, 7–6

### Doppio
Lan Bale /  Wayne Black hanno battuto in finale  Johan De Beer /  Marcos Ondruska con il punteggio di 7–6, 6–2